# Dipartimento di Lavalle (Corrientes)
Lavalle è un dipartimento argentino, situato nella parte occidentale della provincia di Corrientes, con capoluogo Santa Lucía.
Esso confina con i dipartimenti di Bella Vista, San Roque, Mercedes, Curuzú Cuatiá e Goya, e con la provincia di Santa Fe.
Secondo il censimento del 2001, su un territorio di 1.480 km², la popolazione ammontava a 26.250 abitanti, con un aumento demografico del 34,91% rispetto al censimento del 1991.
Il dipartimento comprende 5 comuni: Santa Lucía, Cruz de Los Milagros, Gobernador Martínez, Lavalle e Yataytí Calle.